# Козаченко Тетяна Анатоліївна
Тетяна Анатоліївна Козаченко (нар. 11 травня 1975, Хирів, Львівська область) — українська громадська та політична діячка, адвокатка. Директор Департаменту з питань люстрації Міністерства юстиції України (2014—2016). Голова Громадської ради з питань люстрації при Міністерстві юстиції України (з квітня 2017).

## Життєпис
Народилася 1975 року в сім'ї військовослужбовця. У 1997 — закінчила Хмельницький інститут регіонального управління та права, отримавши диплом за спеціальністю «Правознавство». 2006 — здобула ступінь магістра права в КНУ ім. Шевченка.

## Кар'єра
- 1997—1999 — старша викладачка Хмельницького юридичного колегіуму.
- 1999 — заступниця керівника юрвідділу у ВАТ «Банкомзв′язок» (Київ).
- З 2000 — заступниця керівника юрвідділу ДП «БКС-Капітал», з 2003 — директор.
- З 2002 — має право на зайняття адвокатською діяльністю.
- З 2004 — має право на зайняття діяльністю арбітражного керуючого.
- 2007 — співзасновниця адвокатського об'єднання "Юридична компанія «Капітал», яке очолювала до 2014-го.

### Громадська активність
- 2013—2014 — під час Революції гідності як адвокатка стала захисницею звинувачених у громадянській непокорі
- березень 2014 — заявила недовіру керівництву Національній асоціації адвокатів України.
- Входила в робочу групу з розробки Законів України «Про відновлення довіри до судової влади», «Про очищення влади» (люстрацію).
- 2014 — співзасновниця Громадського люстраційного комітету.

### «Очищення влади»
Листопад 2014 — після прийняття Закону «Про очищення влади» призначена директором Департаменту з питань люстрації в Міністерстві юстиції України.
2016 — прозвітувала про результати люстрації в Україні та роботу за 2 роки та закінчила каденцію на державній посаді, повернувшись до адвокатської практики та співпраці з громадськими платформами, зокрема Громадським люстраційним комітетом.
Звіт про результати збору та узагальнення інформації щодо реалізації Закону України «Про очищення влади» протягом двох років опубліковано на офіційному вебсайті Міністерства юстиції України у розділі «Очищення влади».
2017 — представниками громадських організацій обрана головою Громадської ради з питань люстрації при Міністерстві юстиції України.

### Венеційська комісія
На розгляд до Венеціанської комісії (Європейська комісія «За демократію через право») Юлією Льовочкіною, членкинею ПАРЄ і Партії регіонів (згодом — Опозиційний блок), було подано Закон України «Про очищення влади».
Венеційська комісія після переговорів і відвідин України змінила основні зауваження щодо Закону. Під час візиту до України члени ВК побували на екскурсії до «Межигір'я», колишньої резиденції Віктора Януковича).
На переговорах були присутні Голова Венеційської комісії Джанні Букіккіо, секретар Томас Маркет, членкиня венеційської комісії і головна доповідачка щодо Закону — Ганна Сухоцька. Делегація від України: Міністр юстиції Павло Петренко, директор Департаменту з питань люстрації Тетяна Козаченко та парламентарі-співавтори Закону Єгор Соболєв та Леонід Ємець.
19 червня 2015 року ВК ухвалила висновок щодо Закону «Про очищення влади» (Закон про люстрацію).
З висновку ВК:
1. Венеційська комісія визнала право України на «автоматичну» люстрацію.
2. Люстрація в Україні не є порушенням прав людини та відповідає стандартам європейського права.
3. Закон «Про очищення влади» має дві цілі: захист від еліт попереднього недемократичного режиму та боротьба з корупцією.
4. Україна має право вимагати від кандидатів на виборні посади інформувати виборців, чи підпадають вони під критерії очищення влади.
5. Судді Конституційного суду теж мають перевірятися на відповідність люстраційним критеріям.

Попри це, у серпні 2016 року представники Міністерства юстиції заявили, що фактично люстрація судової системи була провалена.

## Критика
2015 року поліція відкрила кримінальне впровадження щодо Козаченко, яку підозрювали у наданні недостовірних даних у декларації про доходи за 2015 рік. Козаченко не додала до декларації дані про придбання 2014 року квартири в центрі Києва площею понад 300 м2. Після оприлюднення цієї інформації інтернет-виданням Українські новини, телеканалом Інтер — бенефіціари і партнери яких, зокрема, є суб'єктами обмежень Закону «Про очищення влади» — Козаченко оприлюднила інформацію, де вказала, що мова йде про квартиру, яка була 100 % проінвестована нею як власницею ще в 2013 році до державної служби, коли вона була власницею і очільницею Адвокатського Об'єднання "Юридичної компанії «Капітал». Квартира була вказана як інвестиція в декларації 2013—2014 роках у графі 47.  Будинок, в якому знаходиться квартира, був введений в експлуатацію 2015 року, після чого інформація про квартиру була внесена до графи № 25 в декларації 2015 року. Площа квартири 178 м2. Щодо кримінальних проваджень —  їх так і не було виявлено чи ідентифіковано.
Всього за 2015 рік Тетяна Козаченко задекларувала 760 тис. грн доходу, а також дві квартири у Києві (72 м2 і 178 м2), будинок на 500 м2.

### Панамські документи
Як стало відомо з панамських документів, Тетяна Козаченко працювала адвокаткою в офшорній компанії Drinks Inc. (попередня назва «Lanbaham Corporation»), зареєстрованій на Багамах. Перед цим вона не вказувала жодного зв'язку із офшорними компаніями.

## Сім'я
Одружена, має двох дітей.